# Monticelli (Villanova del Sillaro)
Monticelli è un nucleo abitato d'Italia, frazione del comune di Villanova del Sillaro.
Al censimento del 21 ottobre 2001 contava 20 abitanti.

## Geografia fisica
La località è sita a 73 metri sul livello del mare.

## Storia
Località di antica origine, fu citata per la prima volta in un documento del 1224, in cui veniva infeudata dai vescovi di Lodi alla famiglia Capitanei di Cornegliano; in seguito passò più volte di mano.

## Società

### Religione
Nel centro abitato è sito un piccolo oratorio, eretto nel 1674 dalla famiglia Nazari, proprietaria del borgo, in sostituzione di un oratorio più antico ormai diroccato.
La costruzione di questo oratorio fu contrastata dagli abitanti di Bargano, dalla cui parrocchia dipendeva Monticelli.